# Тишкин, Георгий Петрович
Георгий Петрович Тишкин — советский хозяйственный, государственный и политический деятель, Герой Социалистического Труда.

## Биография
Родился в 1929 году в селе Вячка. Член КПСС.
С 1943 года — на хозяйственной, общественной и политической работе. В 1943—1990 гг. — колхозник, тракторист в родном селе, слушатель Мучкапского училища механизации сельского хозяйства, комбайнёр Ковыльской машинно-тракторной станции, бригадир тракторно-полеводческой бригады колхоза им. Жданова Кирсановского района Тамбовской области.
Указом Президиума Верховного Совета СССР от 11 декабря 1973 года присвоено звание Героя Социалистического Труда с вручением ордена Ленина и золотой медали «Серп и Молот».
Делегат XXIV и XXVII съездов КПСС.
Жил в Тамбовской области.